# 37720 Kawanishi
37720 Kawanishi è un asteroide della fascia principale. Scoperto nel 1996, presenta un'orbita caratterizzata da un semiasse maggiore pari a 2,3821285 UA e da un'eccentricità di 0,2193758, inclinata di 2,84326° rispetto all'eclittica.